# Нижние торговые ряды

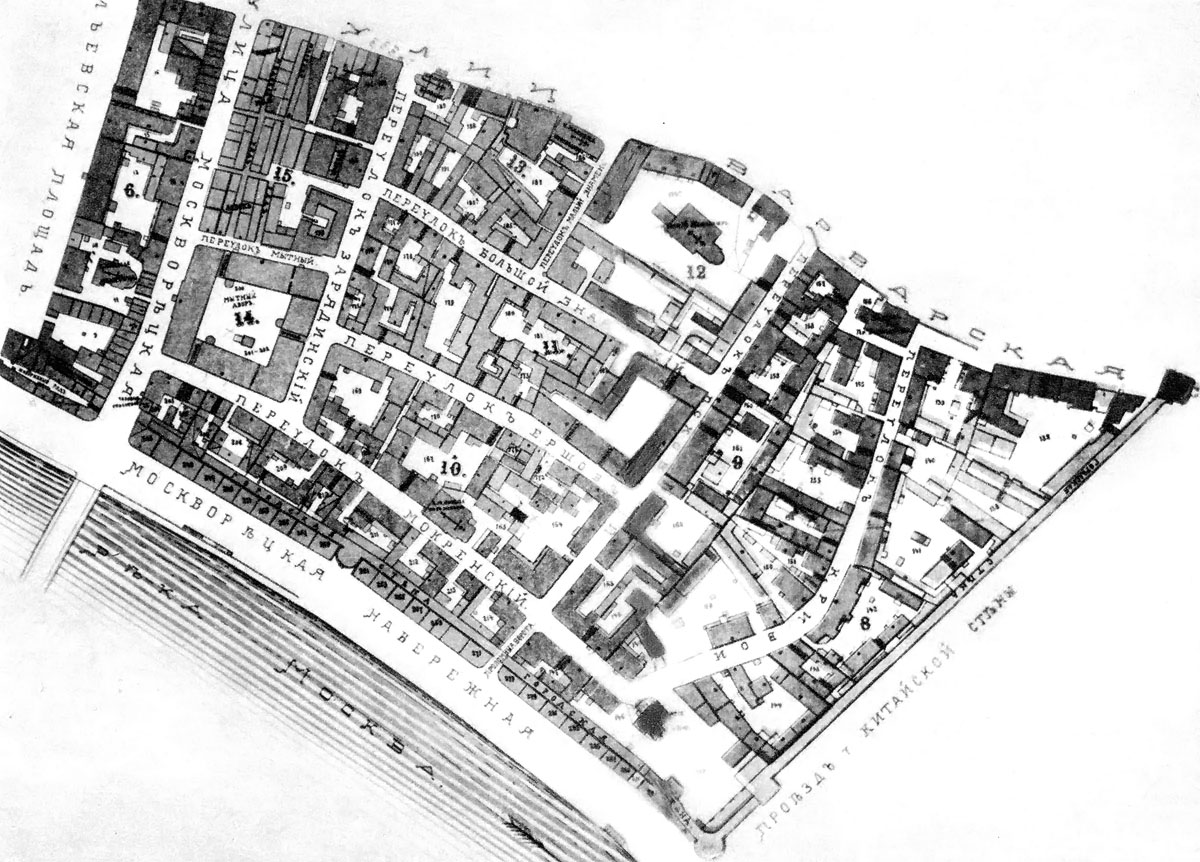
Карта Зарядья в 1881 году. Комплекс Нижних торговых рядов обозначен под номером 15

Нижние торговые ряды — ныне не существующий комплекс зданий в Зарядье в Москве.
Нижние торговые ряды располагались на восточной стороне Москворецкой улицы, между Варваркой, Зарядьевским переулком и Мытным переулком. Они показаны на «Петровом чертеже» конца XVI века, но, скорее всего, находились там и раньше. Они были значительно меньше Верхних и Средних торговых рядов и представляли собой узкие ряды лавочек, располагавшихся параллельно Москворецкой улице и разделявшиеся двумя проходами. Там были Рыбный, Шерстяной, Медовый, Юхотный и Сафьянный ряды.
Двухэтажные фасады рядов были оформлены в классическом стиле по проекту О. И. Бове после пожара 1812 года, но во второй половине XIX века были сделаны эклектические надстройки. Торговые лавки находились в основном по Москворецкой улице, а остальную часть квартала занимали жилые дома и гостиницы.
После строительства новых Верхних и Средних торговых рядов возник вопрос и о перестройке Нижних рядов, которые также были в плохом состоянии. Здания, как минимум, требовали серьёзного ремонта. Однако дело до этого так и не дошло. В 1938 году Нижние торговые ряды были снесены в рамках реконструкции Зарядья и Большого Москворецкого моста. Ныне на их месте проезжая часть и западная граница парка «Зарядье».